# Bemlos tehuecos
Bemlos tehuecos är en kräftdjursart. Bemlos tehuecos ingår i släktet Bemlos och familjen Aoridae. Inga underarter finns listade i Catalogue of Life.